# Madaguddanahalli, Channarayapatna
Madaguddanahalli là một làng thuộc tehsil Channarayapatna, huyện Hassan, bang Karnataka, Ấn Độ.